# Vitor Marinho de Oliveira
"A trajetória de Vitor Marinho mostra-o como um intelectual orgânico da Educação Física e, por conseguinte, da nossa sociedade".
]]
Vitor Marinho de Oliveira (Rio de Janeiro, 21 de abril de 1943 — Rio de Janeiro, 7 de setembro de 2013) foi um importante intelectual, protagonista da principal época de modificações e de novos rumos da educação física brasileira, nos anos 1980. Vitor Marinho, como é mais conhecido no meio acadêmico, também pesquisou na área da educação com objetivo de explicar os fenômenos da educação física, atuando e produzindo sua obra, principalmente, nos seguintes temas: história da educação física, sociologia da educação física, educação física escolar e formação do profissional em educação física.

## Vida
Nascido no dia 21 de abril de 1943, na cidade do Rio de Janeiro, Vitor Marinho de Oliveira estudou no Colégio Militar, o que lhe permitiu uma formação acima da média dos outros jovens de sua idade, além de despertar o interesse pelos esportes. Ingressou no curso de Educação Física da Universidade Federal do Rio de Janeiro (UFRJ), em 1967, concluindo-o em 1969. Sua principal área de atuação profissional foi no âmbito escolar, pois durante sua graduação sentia-se incomodado com os professores que, apesar do grande conhecimento, não tinham uma boa didática para transmitir seus conhecimentos de forma adequada para os alunos. Buscando a prática docente diferente de alguns professores que teve, Vitor Marinho de Oliveira lecionou a disciplina Educação Física na Educação Básica até 1987. Sua experiência no Nível Superior se iniciou em 1977, quando tornou-se docente da Faculdade de Educação Física da Universidade Gama Filho. Posteriormente, também lecionou na Universidade Estadual do Rio de Janeiro, na Universidade Federal do Rio de Janeiro e na Universidade Estácio de Sá.
Vitor Marinho de Oliveira foi casado duas vezes, o primeiro casamento com Irene e o segundo com Cristiane. Ele deixou três filhas e um filho, Flávia, Alexandra, Júlia e Pedro, além de seu irmão Flavio Marinho[carece de fontes?].

## Formação Acadêmica e Profissional
Vitor Marinho de Oliveira Iniciou os estudos universitários com o ingresso no curso de licenciatura em educação física pela Universidade Federal do Rio de Janeiro em 1967, tendo concluído o curso em 1969. Em 1977, Vitor Marinho de Oliveira iniciou o curso de mestrado na área de educação pela Universidade Federal do Rio de Janeiro, terminando-o em 1981. Lá em 1987, ingressa no curso de Doutorado em educação na mesma instituição, a Universidade Federal do Rio de Janeiro. No percurso de doutoramento foi orientado, inicialmente, por Roberto Ballalai. Após a  morte do orientador assumiu-o como orientando o Professor Ivan Cavalcante Proença. Vitor Marinho de Oliveira foi titulado a Doutor em 1993.
- Doutorado em Educação (1987-1993) - Universidade Federal do Rio de Janeiro; Título: As pedagogias do Consenso e do Conflito - a produção teórica da educação física brasileira nos anos 80.  Orientador: Ivan Cavalcanti Proença;
- Mestrado em Educação (1977-1981) - Universidade Federal do Rio de Janeiro; Título: Educação Física Humanista. Orientador: Maria Angela Vinagre de Almeida;
- Graduação (1967-1969) - Universidade Federal do Rio de Janeiro.

Foi professor na educação básica na Rede Estadual do Rio de Janeiro; professor adjunto da Faculdade de Educação da Universidade do Estado do Rio de Janeiro (UERJ, na disciplina História da Educação); da Universidade Gama Filho; da Universidade Estácio de Sá; da Universidade Católica de Petrópolis; professor Colaborador da Universidade Federal do Rio de Janeiro, especificamente na pós-graduação em Pedagogia Crítica da educação física, coordenada pelo professor Paulo Roberto Monteiro Peres.

## Relevância e Obra
"Vitor Marinho é parte protagônica da história do renovar da Educação Física brasileira. Formou – e continua formando - gerações de professores e acadêmicos de educação física. Acima de tudo, formando pessoas. Da velha-guarda, não se moldou aos tempos atuais, se sentindo deslocado nos novos nichos acadêmicos e desconfortado com o sentido adotado por eles para a lógica de produção acadêmica... Mas nem por isso deixou de dar aulas, escrever e dar vazão às suas ideias e aos seus pensamentos" 
São muitas as produções que tratam sobre a história e as transformações da Educação Física. Na literatura brasileira, existem alguns livros que foram relevantes em suas épocas e outros que possuem grande importante até os dias de hoje quando o assunto é Educação Física no Brasil e no mundo, podemos destacar: “História da Educação Física e dos Desportos no Brasil”, de Inezil P. Marinho, de 1952; “História Geral da Educação Física”, de Aluízio R. Accioly e Inezil P. Marinho, de 1953; “Da Educação Física”, de Fernando de Azevedo, de 1960; “Introdução à Sociologia dos Desportos”, de João Lyra Filho, de 1974; “Os Exercícios Físicos na História e na Arte”, de Jayr Jordão Ramos, de 1983; “O que é Educação Física”, de Vitor Marinho de Oliveira 1983; entre outros.

É nesse contexto que Vitor Marinho de Oliveira está inserido. Importante autor da educação física no Brasil, produzindo uma relevante obra durante sua vida acadêmica e profissional.
"...a trajetória intelectual de Vitor Marinho, um dos principais autores e atores da Educação Física, protagonista da principal época de modificação e dos novos rumos da Educação Física, os anos de 1980, e a consequente ressignificação da atuação dos professores dessa área a partir de então" .
Seus livros tiveram grande importância, especialmente nos anos de 1980, quando a educação física  passava por uma transformação de paradigmas, principalmente, no que se refere a ampliação das matrizes de conhecimento teórico. Nessa época, a  produção de conhecimento na Educação Física era predominantemente influenciada pelas ciências biológicas (biologia, fisiologia do exercício, biomecânica e Aprendizagem e desenvolvimento motor), porém,  a incorporação das matrizes de conhecimento pertinentes às ciências humanas e sociais (educação, história, sociologia, filosofia e antropologia) permitiu desenvolver críticas a própria educação física, em aspectos como identidade, relevância, prática docente e prática profissional. Foi nesse panorama que os livros de Vitor Marinho foram escritos, com a fundamentação teórica na áreas das humanas buscando romper com o paradigma  esportivista, militarista e biologicista da educação física.
Junto a outros importantes intelectuais da Educação Física brasileira, na década de 80, Vitor Marinho de Oliveira introduziu as questões ideológicas no debate da área. Nesse período, o autor ressaltou a importância da Educação Física para as questões relacionadas à saúde e ao esporte, porém, afirmando que as questões de caráter político-ideológico quando negligenciadas pelos professores, reforçavam a perspectiva tecnicista da prática docente. Desse modo, Vitor Marinho compreendia a necessidade de se combinar a técnica com o fundamento político nas aulas de Educação Física, com a finalidade de perceber qualquer fenômeno social, estabelecendo relações com todas as possíveis determinações, sejam elas de caráter social, político, econômico e cultural.
O trabalho de Vitor Marinho de Oliveira ganhou grande notoriedade com o chamado movimento “humanista” na pedagogia que faz parte do movimento renovador da educação física, marcado pela presença dos princípios filosóficos em torno do individuo, valorizando sua identidade e apontando seu valor, fundado em críticas a psicologia comportamentalista. Os princípios idealizados pela pedagogia humanista foram organizados e tratados por Vitor Marinho de Oliveira em seu livro de 1985, intitulado ‘Educação Física Humanista’, no qual o autor relaciona a educação às teorias comportamentalistas de estimo-resposta desenvolvidas por Skinner e se debruça teoricamente na psicologia humanista de Maslow e Rogers, buscando deslocar a propriedade dada ao produto para o processo de ensino, introduzindo o princípio do ensino não diretivo.
Apesar de possuir uma grande produção de artigos, trabalhos, capítulos em livros, livros, dentre outros trabalhos acadêmicos, foram quatro livros que ganharam mais destaque e são utilizados até hoje por estudiosos da área para atribuir críticas a forma tradicional da educação física, são eles: "O que é educação física", "Educação Física Humanista", "Consenso e Conflito na educação física Brasileira" e "O Esporte Pode Tudo".
Os autores denominados como Coletivo de Autores ao produzirem o Livro "Metodologia do Ensino de Educação Física" (1992) utilizam os aspectos da pedagogia humanista sistematizada por Vitor Marinho para propor uma direção na construção de uma nova síntese para a educação física. Jocimar Daolio em seu livro "Educação Física Brasileira: Autores e Atores da década de 80" também ressalta o trabalho de Vitor Marinho, afirmando que Vitor trouxe para a área o debate da diretividade X não-diretividade. Além disso, destaca o livro "O que é Educação Física" publicado em 1983, como trabalho determinantes no sentido de marcar o início de reflexão e debates na Educação Física brasileira, com referenciais oriundos das ciências humanas e preocupações voltadas para a transformação da sociedade. Assim, Vitor Marinho ganha destaque no livro de Daolio como um dos autores/atores da educação física brasileira, tendo parte da sua vida e obra exposta.
Vitor Marinho também ganha destaque no livro de Mauro Betti, "Educação Física escolar: ensino e pesquisa-ação" (2009),  ao esboçar seu projeto para Educação Física escolar, trazendo influências da perspectiva humanista na pedagogia. André Malina demonstra a relevância de Vitor em seu livro "Gramsci e a Questão dos Intelectuais" (2016) colocando-o como um dos principais intelectuais vinculado ao campo sociocultural da Educação Física, tanto por conta do debate na década de 80 sobre o que é educação física e sobre a educação física humanista, quanto pelo destaque nos anos 90 de dois pólos  de propostas teóricas de atuação na educação, a pedagogia do Consenso e a pedagogia do Conflito.

### O Esporte Pode Tudo (2010)
O livro foi lançado em 2010 pela Editora Cortez, tendo a segunda edição em 2011, pela mesma editora. O livro "O Esporte Pode Tudo" traz o debate sobre o papel atribuído ao esporte na sociedade, ressaltado o programa estratégico de governos conservadores e/ou reacionários em redimensioná-lo como política de Estado, tornando-o meio para afirmação de uma nação forte, como foi o caso da ditadura militar no Brasil. Além disso, o livro mostra a ideia atual de que o esporte pode tudo contida na proposta de realização dos chamados megaeventos no Brasil

### História Oral Aplicada à educação física Brasileira (Organizador- 1998)
O livro traz como principal contribuição uma metodologia muito utilizada nas ciências humanas e sociais, a história oral, abordando a possibilidade de trabalhá-la nas pesquisas em educação física. Os diferentes autores que contribuíram com artigos para essa coletânea mostraram suas pesquisas tomando como eixo base esta metodologia da história oral. Nas palavras do autor "independente de ser considerada técnica, método ou qualquer outra denominação, o testemunho, quando possível, é sempre enriquecedor"

### Consenso e Conflito da educação física Brasileira (1994)
Lançado em 1994 pela Editora Papirus, o livro "Consenso e Conflito da educação física Brasileira" é fruto da tese de doutorado em educação de Vitor Marinho, defendida em 1993 na Universidade Federal do Rio de Janeiro. A segunda edição do livro foi publicada pela Editora Shape, em 2005 e a terceira edição pela Editora Autores Associados, em 2012. O livro causou incômodo às alas conservadoras da educação física, pois delegava críticas à textos que se aproximavam ou não se distanciavam tanto das teorias do consenso, assim retratadas por ele. Estas teorias fundamentavam os consensos presentes na sociedade que sustentam o modo de produção capitalista. Tais críticas em oposição as teorias do consenso eram embasadas nas teorias do conflito, dentre as quais o autor optou pela teoria marxista, trazendo além dos conceitos do próprio Karl Marx, elementos da obra de Antonio Gramsci e de Bernard Charlot.

### Fundamentos Pedagógicos da educação física, volume 2 (Organizador- 1987)
Este livro organizado por Vitor Marinho de Oliveira em 1987, trouxe a contribuição de diversos autores de grande importância para a educação física brasileira, com artigos que foram e são atuais pela temática e originalidade, como: "Professor de educação física, Licenciado Generalista" de Alfredo Faria Junior,  "A criança que Pratica Esporte Respeita as Regras do Jogo... Capitalista" de Valter Bracht e "Educação: Contra Quem?" de Francisco Mauri de Carvalho Freitas.

### Educação Física Humanista (1985)
O livro foi publicado pela primeira vez em 1985 pela Editora Ao Livro Técnico e teve a sua segunda edição em 2010, pela Editora Shape. A publicação é fruto de sua dissertação de mestrado em educação pela Universidade Federal do Rio de Janeiro,  defendida em 1981. No livro o autor descreve os elementos da Psicologia Behaviorista de Skinner e atribui críticas a como o comportamentalismo está presente na educação física. Embasado na teoria de Carl Rogers, Vitor Marinho propõe um olhar humanista para a educação, especialmente para o ensino nas aulas de educação física. A livro tecia críticas ao caráter tecnicista contido nos aspectos pedagógicos do ensino na educação física e por isso foi considerado durante anos a  principal referência crítica da área, até a publicação do livro "Metodologia do Ensino da educação física", em 1992.

### O que é Educação Física (1983)
O livro foi publicado pela primeira vez em 1983, teve mais de vinte reimpressões e uma segunda edição, acrescida de posfácio e publicada em 2011 pela Editora Brasiliense. Até hoje um dos livros mais vendidos pela coleção "Primeiros Passos" com mais de sessenta mil exemplares até meados década de 90.Estimasse que mais de cem mil exemplares foram vendidos até hoje. Nesse livro, o autor contribui com as discussões da época, evidenciando as questões sobre a crítica de identidade da área a partir de um percurso histórico sobre o movimento humano e a educação física, desde a Pré-História até a contemporaneidade.
Segundo Pires, "outro dado importante é que a obra faz parte da grande maioria das referências bibliográficas dos cursos de graduação em educação física no país. Fica nítido que o impacto do livro ultrapassou em muito as expectativas tanto do autor quanto da editora, na medida em que ele foi ponto de partida para o desenvolvimento na área do processo crítico-reflexivo sobre a identidade da educação física, questão que perdura até hoje no meio acadêmico da área".

## Prêmios
- 2013 - Homenagem do Colégio Brasileiro de Ciências do Esporte.[3]
- 2008 - Homenagem, Revista Motrivivência.[3]
- 1997 - Professor do Ano, Sindicato dos Professores do Rio de Janeiro (SINPRO).[3]
- 1989 - Prêmio Literatura Esportiva (categoria Livros), Ministério da Educação e Cultura.[22]
- 1989 - Prêmio Literatura Esportiva (categoria Organizador e Co-Autor), Ministério da Educação e Cultura.[22]
- 1984 - Prêmio Literatura Esportiva (categoria Livros), Ministério da Educação e Cultura.[22]

## Homenagens
- Centro Acadêmico Vitor Marinho de Oliveira - Universidade Gama Filho
- Repositório Institucional Vitor Marinho - Rede CEDES/SNEELIS/Ministério do Esporte
- Grupo de Estudo e Pesquisa Vitor Marinho - Universidade Federal do Rio de Janeiro; Escola de Educação Física e Desportos (Departamento de Lutas)
- Nota de pesar do Ministro Aldo Rabelo (Ministério do Esporte) pela morte de Vitor Marinho de Oliveira